# 开耀
开耀（681年九月—682年二月）是唐高宗李治的第十二個年号。共计1年余。因太子李显嫡长子李重润出生，唐高宗甚为喜悦，等到孙子满月，大赦天下，改元为永淳。

## 改元
- 永隆二年——九月三十日，改元開耀元年。[2][3][4]
- 開耀二年——二月十九日，改元永淳元年。[5][6][7]

## 纪年
| 开耀 | 元年  | 二年  |
| ---- | ----- | ----- |
| 公元 | 681年 | 682年 |
| 干支 | 辛巳  | 壬午  |

## 出生
- 李重润

## 參看
- 中國年號索引

## 引用
1. ↑  李崇智，《中國歷代年號考》，第99頁。
2. ↑  劉昫.  . 维基文库.「〔永隆二年〕冬十月丙寅朔，日有蝕之。乙丑，改永隆二年為開耀元年。」
3. ↑  歐陽脩.  . 维基文库.「〔開耀元年〕九月丙申，有彗星出于天市。壬戌，裴行儉俘突厥溫傅可汗、阿史那伏念以獻。乙丑，改元，赦定襄軍及諸道緣征官吏兵募。」
4. ↑  司馬光.  . 维基文库.「〔開耀元年十月〕壬戌，裴行儉等獻定襄之俘。乙丑，改元。」
5. ↑  劉昫.  . 维基文库.「〔永淳元年〕二月癸未，以太子誕皇孫滿月，大赦。改開耀二年為永淳元年，大酺三日。」
6. ↑  歐陽脩.  . 维基文库.「永淳元年二月癸未，以孫重照生滿月，大赦，改元，賜酺三日。」
7. ↑  司馬光.  . 维基文库.「〔永淳元年二月〕癸未，改元，赦天下。」